# Heckler & Koch UMP
UMP (Universale Maschinenpistole) là loại súng tiểu liên được phát triển và chế tạo bởi công ty Heckler & Koch vào khoảng nửa cuối những năm 1990 và được giới thiệu năm 1999. Súng có thiết kế khá giống với khẩu MP5 nhưng được tái thiết kế với tiêu chí: nhẹ, mạnh, rẻ hơn khẩu MP-5. Các khách hàng chính mà nó nhắm tới khi được sản xuất là các lực lượng thi hành công vụ, quân đội và công an.

## Thiết kế
UMP sử dụng cơ chế nạp đạn blowback và bắn khi khóa nòng đóng. Thân súng được làm bằng nhựa tổng hợp cao phân tử để có trọng lượng nhẹ. Nút khóa an toàn cũng là nút chọn chế độ bắn nằm ở cả hai bên thân súng gần hệ thống cò với bốn cơ chế là khóa an toàn, từng viên, 2 hay 3 viên (tùy mẫu) và tự động. Khe nhả vỏ đạn nằm ở phía bên trái súng.
Hệ thống nhắm cơ bản của súng là điểm ruồi nhưng trên thân súng cũng có thanh răng để gắn các hệ thống nhắm khác phù hợp hơn. Hai thanh răng khác nằm ở hai bên thân súng và một nằm ở dưới lớp ốp tay để gắn các thiết bị hỗ trợ khác như đèn pin, hệ thống nhắm laser, tay cầm... Súng bắn loại đạn mạnh hơn các loại súng tiểu liên khác để tăng hỏa lực và khả năng sát thương vì thế nên độ giật sẽ cao hơn, để có thể điều khiển súng trong chế độ bắn tự động tốc độ bắn của súng được giảm xuống so với MP-5. Báng súng có thể gấp sang một bên khi không cần để tiết kiệm không gian. Nòng súng có thể gắn thêm ống hãm thanh.

## Biến thể
Súng có 3 mẫu chính là:
- UMP45: Mẫu sử dụng đạn 11.43×23mm (.45 ACP), là biến thể được sử dụng nhiều nhất.
- UMP40: Mẫu sử dụng đạn 10×22mm (.40 S&W)
- UMP9: Mẫu sử dụng đạn 9x19mm Parabellum.

## Các nước sử dụng
- Đức
- Ai Cập
- Canada
- Gruzia
- Hàn Quốc
- Hoa Kỳ
- Jordan
- Latvia
- Malaysia
- Mexico
- Romania
- Serbia
- Slovakia
- Thái Lan
- Úc
- Vương quốc Liên hiệp Anh và Bắc Ireland